# Южная мухафаза
Южная мухафаза (араб. المحافظة الجنوبية‎) — одна из четырёх мухафаз королевства Бахрейн. Крупнейшая по площади (438,3 км²) и с наименьшим населением. Административный центр — Эр-Рифа-эш-Шарки. В мухафазу входит южная часть островов Бахрейн и Эс-Ситра и архипелаг Хавар.
Губернатором является Халифа ибн Али Аль Халифа, внук бывшего премьер-министра Халифы ибн Салман Аль Халифа.
В решении от 16 марта 2001 года Международный суд ООН вынес постановление по существу дела о делимитации морской границы и территориальных вопросах между Катаром и Бахрейном. Он постановил, что государство Бахрейн имеет суверенитет над островами Хавар.